# Новая (Серпуховский район)
Новая (также Новая Деревня) — деревня в Серпуховском районе Московской области. Входит в состав Васильевского сельского поселения (до 29 ноября 2006 года входила в состав Васильевского сельского округа).

## Население
| 2002 | 2006 | 2010 |
| ---- | ---- | ---- |
| 4    | ↗5   | ↘4   |

## География
Новая расположены примерно в 10 км (по шоссе) на север от Серпухова, на безымянном ручье, левом притоке реки Нара. Высота центра деревни над уровнем моря — 170 м. На 2016 год в деревне зарегистрировано 3 садовых товарищества.